# Nickelodeon Kanada
Nickelodeon Kanada – kanadyjska wersja amerykańskiego kanału Nickelodeon uruchomiona w Kanadzie 2 listopada 2009 zastępując Discovery Kids kanadyjskiej wersji

## Programy
- Awatar: Legenda Aanga
- Danny Phantom
- Dzika rodzinka
- Fanboy i Chum Chum
- Hej Arnold!
- Jimmy Neutron: mały geniusz
- Kappa Mikey
- Kotopies
- Pełzaki
- Pingwiny z Madagaskaru
- Rocket Power
- SpongeBob Kanciastoporty
- Szanowni państwo X
- Wróżkowie chrzestni
- Zagroda według Otisa
- Z życia nastoletniego robota
- Świń Koza Banan Robal
- Rocko i jego świat
- 100 rzeczy do przeżycia przed liceum
- Big Time Rush
- iCarly
- Make It Pop
- Kenan i Kel
- Sam i Cat
- Victoria znaczy zwycięstwo
- Dora poznaje świat
- Przyjaciele z podwórka
- Małe czarodziejki
- Psi patrol

## Dostępność

### Telewizja satelitarna
- Bell TV – kanał 559
- Shaw Direct – kanał 550

### Telewizja kablowa
- CableCable – kanał 450
- Eastlink – zależy od lokalizacji (SD) i kanał 747 (HD)
- Sasktel – kanał 92
- Videotron – kanał 67
- Westman – kanał 96
- Tbaytel – kanał 564
i w wielu innych

### IPTV
- Zazeen – kanał 150
- Bell MTS – kanał 253 (SD) kanał 1253 (HD)
- Bell Aliant Fibe TV – kanał 256 (SD) kanał 510 (HD)
- Bell Fibe TV – kanał 559 (SD) kanał 1559 (HD)

## Inne kanały Nick w Kanadzie
W Kanadzie istnieją siostrzane kanały Nickelodeon. Są to między innymi:
- Nick Jr.